# Vicente Salias
Vicente Salias (Caracas, Provincia de Venezuela, 23 de marzo de 1776-Puerto Cabello, Venezuela, 17 de septiembre de 1814) fue un compositor venezolano.

## Biografía
Se le considera autor de la letra de la canción Gloria al Bravo Pueblo, compuesta en 1810, la misma que Antonio Guzmán Blanco declaró por decreto Himno Nacional  de Venezuela en 1881.
Se graduó en la Universidad de Caracas como bachiller en filosofía en 1798, y de bachiller en medicina el 27 de febrero de 1799. Ese año egresó también como médico.
El 23 de mayo de 1800 se casó en Maracaibo con doña Juana Josefa Manuela Muñoz, hija del Sargento Brigadier don Salvador Muñoz (español de Castilla) y de doña María Josefa Celedonia Morrón y Porras.
En 1804 trabajó con José Domingo Díaz y Francisco Javier Balmis en la Junta Central de la Vacuna. Produjo 7 artículos sobre la vacuna antivariólica en 1804 y 1805. Con sus hermanos Juan, Carlos y Mariano participó en los acontecimientos del 19 de abril de 1810. Junto a Mariano Montilla estuvo a cargo de la misión diplomática que informó a las autoridades coloniales de Jamaica británica y Curazao holandesa sobre la creación de un nuevo Gobierno en Caracas.
Fue uno de los fundadores y dirigentes de la Sociedad Patriótica de Caracas, y redactor de El Patriota de Venezuela. Fue colaborador de Francisco de Miranda mientras duró la Primera República, y hecho prisionero en septiembre de 1812. Permaneció cautivo en las bóvedas de La Guaira, el Castillo San Felipe de Puerto Cabello y en Valencia. Salió en libertad en 1813, año en el cual acompañó a Simón Bolívar. Colaboró con la Gazeta de Caracas hasta mayo de 1814.
Zarpó a Curazao en el buque Correo de Gibraltar en vista del avance de José Tomás Boves, pero fue atrapado por los españoles, y hecho prisionero en el castillo de San Felipe de Puerto Cabello. Juzgado y condenado a muerte, murió en el paredón de fusilamiento, por orden del mariscal de campo Juan Manuel Cajigal, el 17 de septiembre de 1814, su último grito fue "Dios Omnipotente, si en el cielo admiten a los españoles, ¡entonces renuncio al cielo!".

## Vida personal
Sus padres fueron don Francisco Antonio Salias y Tordesillas y doña María Margarita Sanoja y Cabeza de Vaca.

## Fuente
- Sala Virtual de Investigación del CIC-UCAB

- Datos: Q351250